# Болт Арена
Болт Арена (до січня 2020 відомий як Телья 5G Арена) — футбольний стадіон у Гельсінкі, Фінляндія, домашній стадіон клубів «ГІК» та «ГІФК». Також відомий як Тееле (фін. Töölön jalkapallostadion), за назвою району Гельсінкі, в якому розташований.
Стадіон приймав матчі чемпіонату світу серед гравців до 17 років (включно з фіналом) та чемпіонату Європи з футболу серед жінок.

## Характеристики стадіону
- Розмір поля: 105 х 68 метрів (рекомендовано УЄФА).
- Прожекторне освітлення: 1500 люкс.
- Місткість — 10 770 глядачів. Всі місця знаходяться під дахом.
- Основна трибуна має підігрів.
- Є система підігріву під штучним газоном.

## Історія
У 2000 році стадіон було відкрито. Місткість стадіону — 10 770 глядачів. Спочатку стадіон мав трав'яне покриття, яке, через брак сонячного світла, було пізніше замінено на штучний газон.
Стадіон є домашньою ареною футбольних клубів «ГІК» та «ГІФК». Кілька разів на стадіоні проводилися товариські матчі збірної Фінляндії з футболу. Також приймав фінальний матч чемпіонату світу серед гравців до 17 років у 2003 році як стадіон «Тееле».
2009 року на стадіоні проводилися деякі матчі чемпіонату Європи з футболу серед жінок, заради чого штучний газон був замінений на трав'яний.
У серпні 2010 року було підписано нову спонсорську угоду з компанією TeliaSonera, в результаті чого стадіон змінив назву з Finnair Stadium на Сонера (фін. Sonera).
У квітні 2017 року стадіон, через перейменування компанії-спонсора, стадіон знову змінив назву на Телья 5G Арена (фін. Telia 5G -areena).
15 листопада 2019 збірна Фінляндії обіграла на цьому стадіоні збірну Ліхтенштейну з рахунком 3–0 і таким чином вперше в історії кваліфікувалися до великого турніру ‒ Євро-2020.
У січні 2020 року будо підписано нову спонсорську угоду з рекрутинговою компанією Bolt.Works (на кшталт Work.ua) і, як наслідок, стадіон змінив назву на поточну.

## Галерея

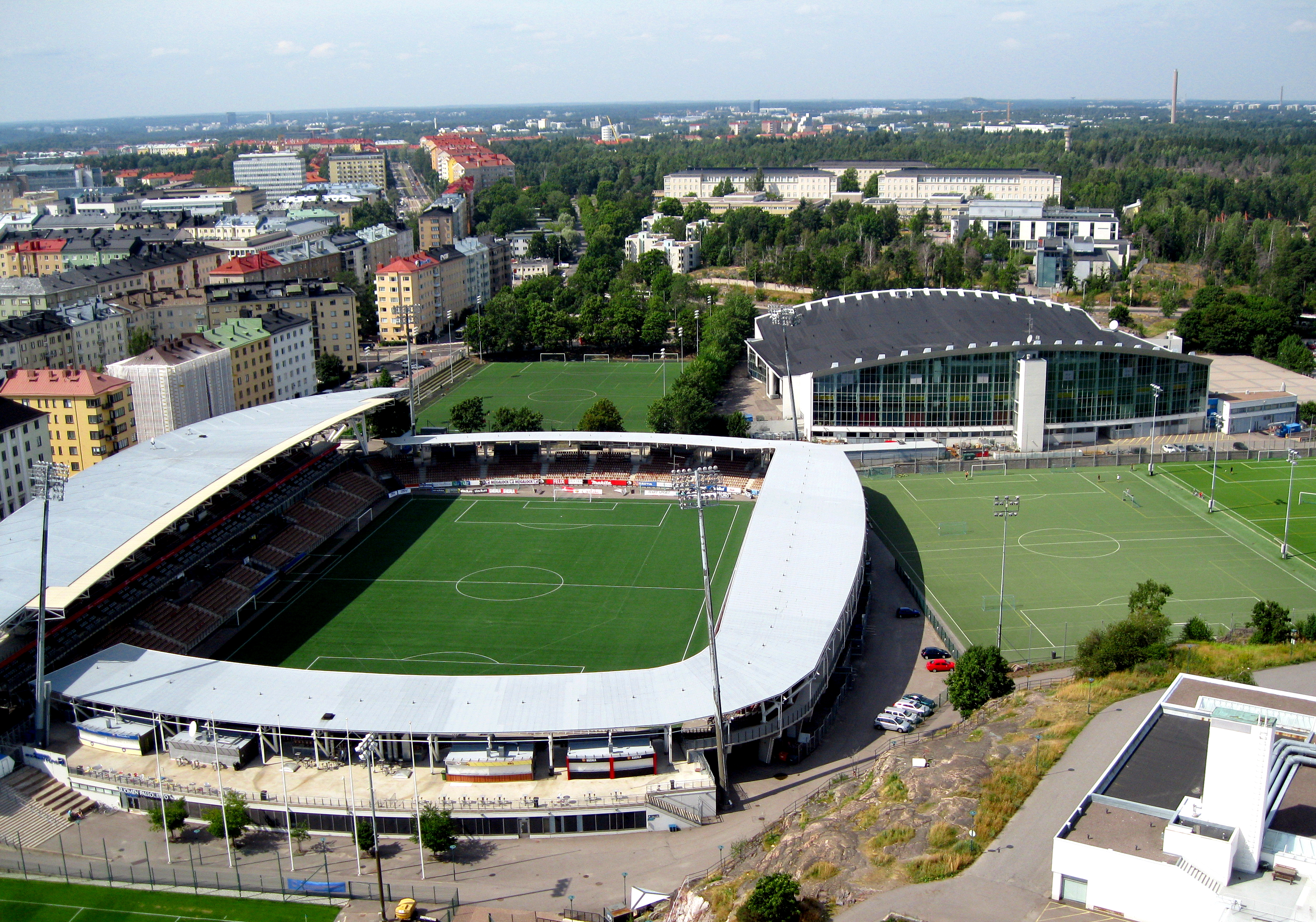
Зовнішній вигляд стадіону
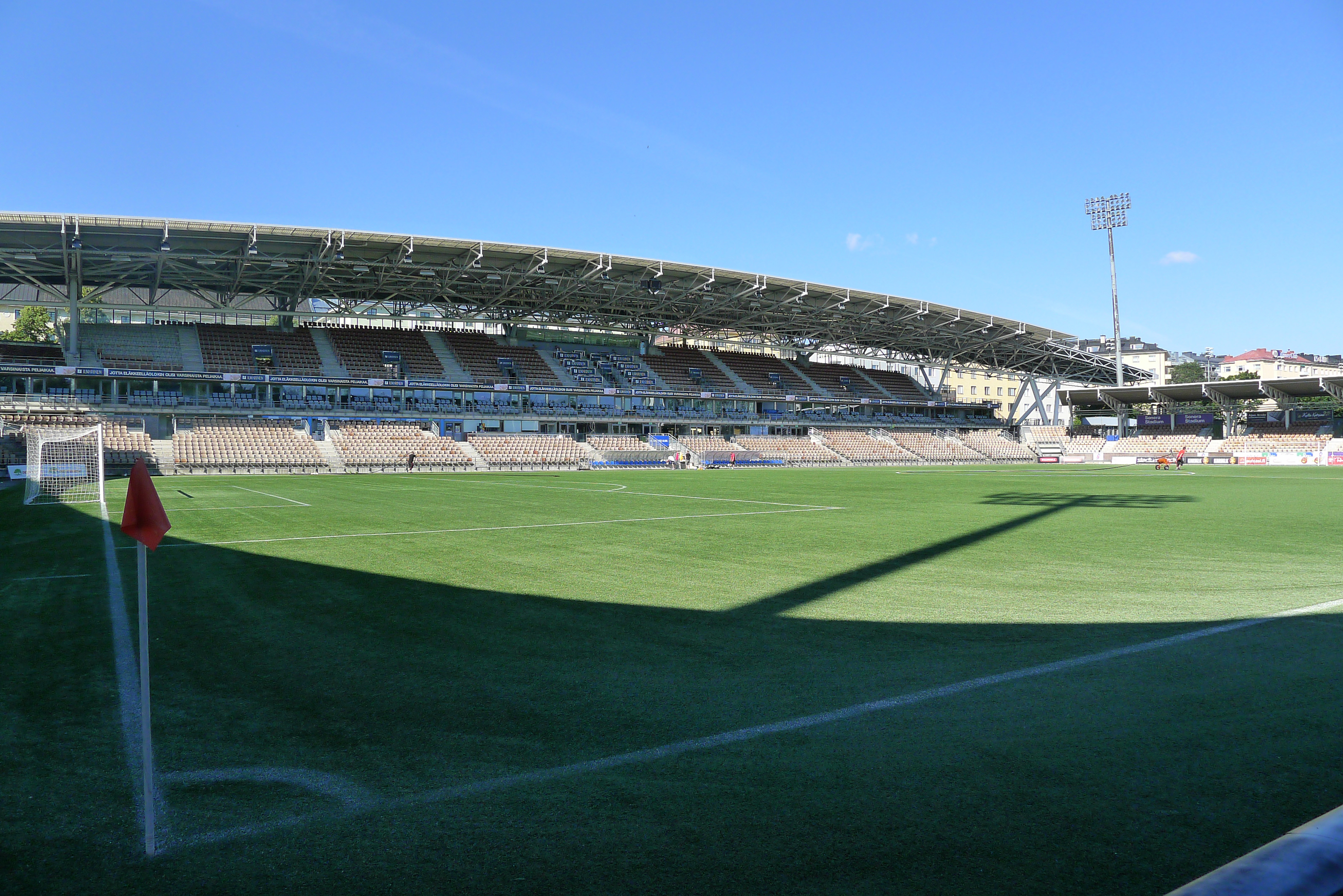
Внутрішній вигляд стадіону
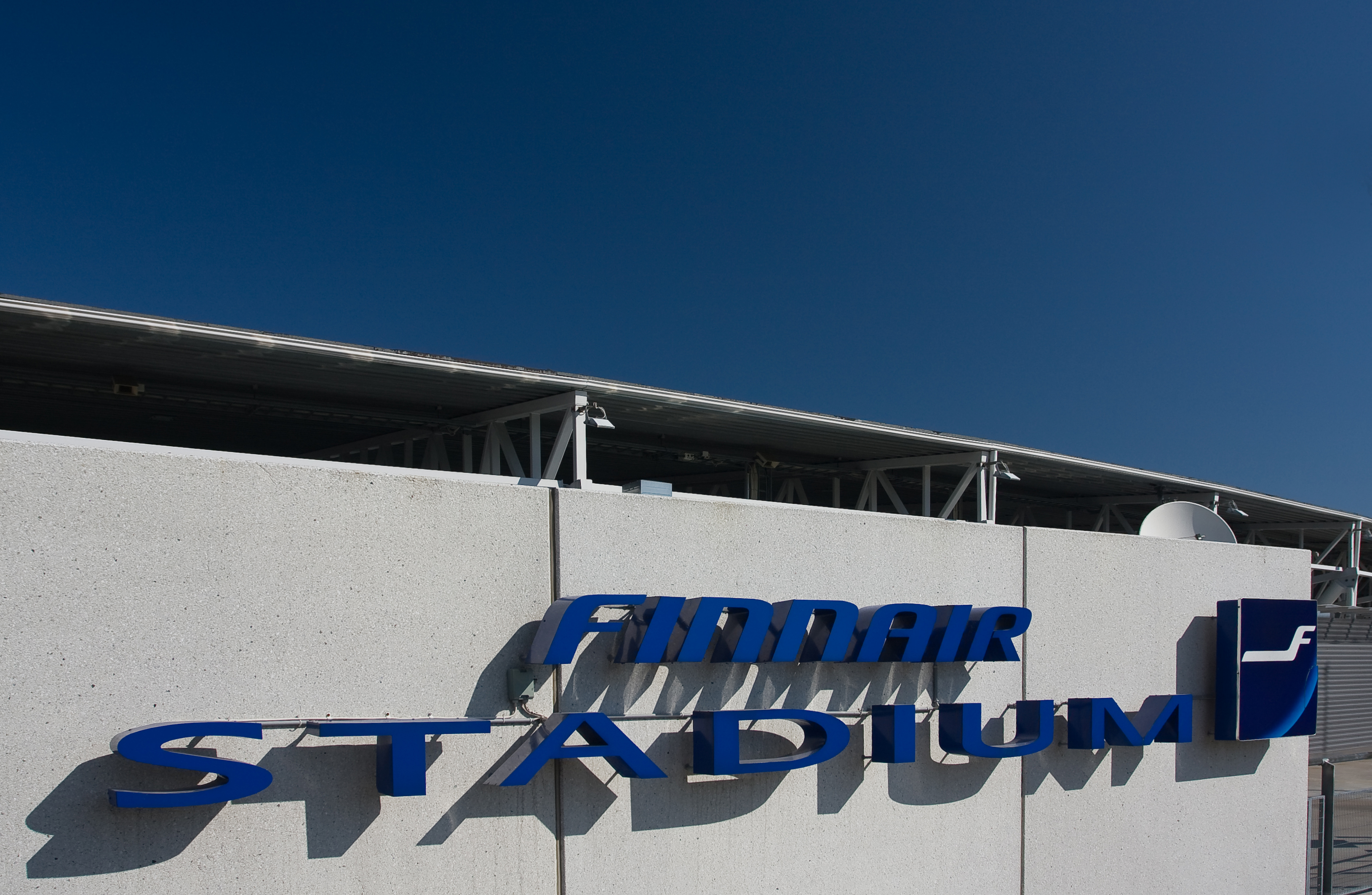
Колишній логотип стадіону
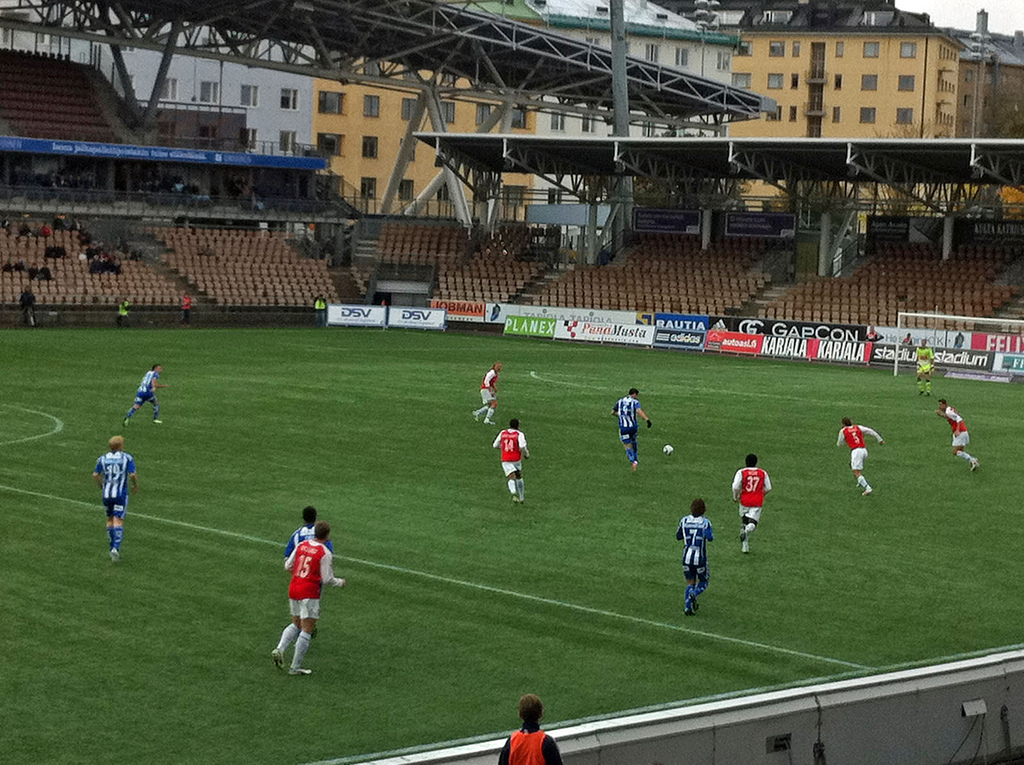
Матч ГІКа на стадіоні